# Embolophora theroni
Embolophora theroni är en insektsart som beskrevs av Asche 1983. Embolophora theroni ingår i släktet Embolophora och familjen sporrstritar. Inga underarter finns listade i Catalogue of Life.